# تشارلي كيلي (فيلادلفيا دائما مشمسة)
تشارلز «تشارلي» كيلي (بالإنجليزية: Charlie Kelly) شخصية خيالية من مسلسل قناة إف إكس الكوميدي فيلادلفيا دائماً مشمسة، يؤدي دورها الممثل تشارلي داي. تشارلي أحد مالكين حانة باديز، وصديق ماك ودينيس منذ الطفولة. وهو شريك فرانك بالسكن مع احتمال أن يكون إبنه. تشارلي مُدمن على شم الصمغ والأصباغ، وهو أمي لايكتب ولا يقرأ.

## الإستقبال
لاقت شخصية تشارلي إستحسان المتابعين والنقاد، إذ وضعته مجلة بيست في المرتبة الثامنة في قائمة أفضل عشرين شخصية لعام 2011. كما وضعتهُ مجلة دليل التلفاز في قائمة الشخصيات المحببة في البرامج التلفزيونية.